# Murr (commune)
Pour les articles homonymes, voir Murr.
Murr est une commune de Bade-Wurtemberg (Allemagne), située dans l'arrondissement de Ludwigsbourg, dans la région de Stuttgart, dans le district de Stuttgart.